# Скалярный процессор
Скалярный процессор — это простейший класс микропроцессоров. Скалярный процессор обрабатывает один элемент данных за одну инструкцию (SISD, Single Instruction Single Data), типичными элементами данных могут быть целые или числа с плавающей запятой. В векторных процессорах (SIMD, Single Instruction Multiple Data), в отличие от скалярных, одна инструкция работает с несколькими элементами данных.